# Quảng Yên, Thanh Hóa
Quảng Yên là một xã thuộc huyện Quảng Xương, tỉnh Thanh Hóa, Việt Nam.

## Địa giới hành chính
Xã Quảng Yên nằm ở phía tây của huyện Quảng Xương.
- Phía đông giáp xã Quảng Trạch, huyện Quảng Xương.
- Phía nam giáp các xã Quảng Hòa và Quảng Long, huyện Quảng Xương.
- Phía tây giáp xã Hoàng Giang, huyện Nông Cống.
- Phía bắc giáp xã Đông Nam và xã Đông Vinh, thành phố Thanh Hóa.

## Lịch sử hành chính
Vùng đất thuộc xã Quảng Yên ngày nay, vào thời Lý là các làng Kẻ Riềng, Kẻ Duệ và Kẻ Vèn. Vào thế kỉ 12, Trần Nhật Duật được vua Trần cho vào mở mang, lập ấp.
Xã này nằm bên tuyến kênh Nhà Lê, là tuyến đường thủy đầu tiên trong lịch sử Việt Nam từ kinh đô Hoa Lư đến Đèo Ngang và được xem là tuyến đường Hồ Chí Minh trên sông vì những đóng góp cho các cuộc chiến tranh của người Việt.
Đầu thế kỉ 19 là xã Thiên Linh thuộc tổng Văn Trinh, huyện Ngọc Sơn, phủ Tĩnh Gia, nội trấn Thanh Hóa. Cuối thế kỉ 19 (sau đời vua Đồng Khánh), tổng Văn Trinh chuyển về huyện Quảng Xương cùng phủ Tĩnh Gia.
Sau năm 1945, thuộc xã Ngô Quyền. Năm 1948 là xã Quảng Yên, tên gọi Quảng Yên xuất hiện từ đây.
Xã Quảng Yên gồm có các thôn làng:
- Làng Riềng: gồm hai thôn:

- Riềng Đông (Thiên Linh Đông): đầu thế kỉ 19 là thôn Đông, sau năm 1954 chia thành các xóm: Yên Phú, Yên Quý, Yên Ninh và Yên Khang.
- Riềng Đoài (Thiên Linh Đoài): đầu thế kỉ 19 là thôn Đoài, sau năm 1954 là thôn Yên Bình.

- Cổ Duệ: tên nôm là Kẻ Duệ; đầu thế kỉ 19 là thôn Cổ Duệ; sau năm 1954 chia thành hai xóm là Yên Cổ và Yên Duệ.
- Viện Đông: tên nôm là làng Vèn (Vèn Đông); đầu thế kỉ 19 là thôn Viện Đông; sau năm 1954 đổi thành Yên Đông.
- Viện Đoài: tên nôm là làng Vèn (Vèn Đoài); đầu thế kỉ 19 là thôn Viện Đoài; sau năm 1954 đổi thành Yên Đoài.
- Mỹ Cảnh: còn gọi là làng Cảnh; đầu thế kỉ 19 là thôn Mỹ Cảnh; sau năm 1954 đổi thành Yên Cảnh.
- Thọ Khảo: đầu thế kỉ 19 là thôn Thọ Vực, thời Minh Mạng đổi thành Thọ Khảo; sau năm 1954 chia thành hai xóm là Yên Thọ và Yên Vực.
- Yên Trung: thành lập sau năm 1954 do dân cư từ Viện Đông chuyển sang.
- Yên Nam: thành lập sau năm 1954 do dân cư từ Viện Đông chuyển sang.
- Yên Đào: trước năm 1925 là một phần thôn Cổ Duệ; từ năm 1925 là ấp Đào Lâm; sau năm 1954 đổi thành Yên Đào.